# Austrolebias toba
Austrolebias toba és un peix de la família dels rivúlids i de l'ordre dels ciprinodontiformes. És una espècie descrita per primera vegada el 2005.

## Morfologia
És una espècie de mida petita, no ultrapassa 47,9 mm. El mascle, més gran que la femella, té el cos de color marró fosc a verd blavós, amb algunes puntuacions més clares ordenades en línia vertical sobre els costats. Les femelles tenen els costats de color marró clar, amb unes petites taques més fosques distribuïdes de forma aleatòria i el ventre groc o daurat pàlid.

## Distribució geogràfica
Es va trobar en tolls temporals a la conca del riu Bermejo, proper a la seva desembocadura, a la província de Chaco a l'Argentina, en una regió de clima subtropical, tot i que a l'hivern rep entrades d'aire fred que modifiquen les característiques subtropicals de la resta de l'any.

## Etimologia
L'epítet del nom de l'espècie està dedicat al poble qom, que són els indígenes del Chaco, més coneguts com a toba.